# 우토쿠 게이코
우토쿠 게이코(宇徳敬子, 1967년 4월 7일 ~ )은 일본 가고시마현 이즈미시 출신의 싱어송라이터이자 작사가, 작곡가이다. 다른 가수의 백코러스를 많이 맡는다. UKP 코러스를 맡던 시기에는 Cecile Minami, Secil Minami 등의 예명으로 활동하였다.

## 생애
스타더스트 프로모션의 모델을 거쳐, B.B. 퀸즈에서 코러스를 맡고 있다. 그 후 무라카미 하루카, 와타나베 마미와 함께 유닛 Mi-Ke로서 활동한다.
1993년 싱글 음반 〈아나타노 유메노 나카 솟토시노비코미타이〉로 솔로데뷰를 마치고, 그 외에 다른 음악가에게 곡을 제공하거나 코러스등으로 코러스를 맡은 곡은 많이 있으며, 현재도 스튜디오 음악가로서 광범위하게 활동하고 있다.
2003년부터는 라이브 공연도 시작하였으며, 주로 힐스 팡 공장에서 개최한다. 타카오카 아키, 스파크링☆포인트의 음악에도 손대고 있다. 2006년 11월 8년 3개월만에 4집 앨범 《요로코미노 하나가 사쿠 ~True Kiss~》를 발매하였다.
같은 해 10월부터 라디오 방송 《우토쿠 게이코의 True Kiss》가 2개월에 걸쳐 방송되었고, 2007년 10월에도 《Ocean Caledonian Blue 2007》가 똑같이 2개월간 방송되었다.

## 음반

### 싱글
1. 〈あなたの夢の中 そっと忍び込みたい 아나타노 유메노 나카 솟토시노비코미타이[*]〉 - 1993년 8월 4일, ZADL-1013
2. 〈まぶしい人 마부시이 히토[*]〉 - 1993년 12월 8일, ZADL-1023
3. 〈愛さずにはいられない 아이사즈니와 이라레나티[*]〉 - 1994년 3월 16일, ZADL-1028
4. 〈どこまでもずっと 도코마데모 즛토[*]〉 - 1994년 7월 30일, ZADL-1032
5. 〈あなたは私のENERGY 아나타와 와타사 ENERGY[*])〉 - 1995년 1월 16일, ZADL-1039
6. 〈不思議な世界 후시기나 세카이[*]〉 - 1995년 6월 12일, ZADL-1044
7. 〈あなたが世界一 아나타가 세카이이치[*]〉 - 1996년 6월 10일, ZADL-1060
8. 〈メッセージ 멧세지[*]〉 - 1996년 8월 5일, ZADL-1062
9. 〈光と影のロマン 히카리토 카케노 로망[*]〉 - 1997년 5월 14일, ZADL-1070
10. 〈満ち潮の満月 미치시오노 만게츠[*]〉 - 1997년 8월 13일, ZADL-1073
11. 〈風のように自由 〜free as the wind〜 카제노 요우니 지유 ~free as the wind~[*]〉 - 1998년 6월 17일, ZADL-1076
12. 〈Don't forget me〉 - 1998년 8월 26일, ZADL-1079
13. 〈Realize〉 - 1999년 5월 19일, ZACL-3003
14. 〈大切に想うエトセトラ 다이세츠니 오모우 에토세토라[*]〉 - 2000년 5월 31일, ZADL-3004

### 정규 앨범
1. 《砂時計 스나도케이[*]》- 1994년 10월 10일 - ZACL-1014
2. 《氷 코오리[*]》 - 1996년 11월 11일 - ZACL-1036
3. 《満月 ～rhythm～ 만게츠 ~rhythm~[*]》 - 1998년 8월 26일 - ZACL-1046
4. 《よろこびの花が咲く～True Kiss～ 요로코미노 하나가 사쿠 ~True Kiss~[*]》 - 2006년 11월 22일 ZACL-9010

### 베스트 앨범
- 《THE BEST "eternity"》 - 2003년 12월 17일

### 리믹스 앨범
- 《Cool City Production Vol.7 UK sweet～Utoku Keiko～》 - 2004년 7월 7일

## 작업

### 피처링
- 마츠모토 타카히로 〈The Hit Parade〉

### 게임 음악
- 《소닉 더 헤지호그 CD》 - 여는 곡 〈Sonic‐You Can Do Anything〉, 닫는 곡 〈Cosmic Eternity -Believe in Yourself〉

### 컨피레이션
- 《호텔 우먼》 〈きれいだと言ってくれた 키레이다토 잇테쿠레타[*]〉
- 《우먼 드림》 〈Good-by morning〉
- Royal Sraight Soul Ⅱ 〈渚のボード・ウォーク〉
- Royal Sraight Soul Ⅲ 〈In my life〉
- It's TV SHOW!!?, 요리왕 비룡 〈風のように自由～free as the wind～ 카제노 요우니 지유 ~free as the wind~[*]〉
- The best of detective conan ~명탐정 코난 테마곡집~ 〈光と影のロマン 히카리와 카게노 로망[*]〉
- Countdown Being 〈Good-by morning〉, 〈愛さずにはいられない 아이사즈니와 이라레나이[*]〉

### 곡 제공
- 세토 아사카 〈この情熱はダイヤモンド 코노 죠네츠와 다이아몬드[*]), 〈Eternity〉
- 키티&다니엘 〈もう泣かないよ 모우 나카나이요[*]〉
- Wands 〈Please tell me Jesus〉
- 타카오카 아이 〈mom call me〉
- 스파크링☆포인트 〈Happy☆in my life〉, 〈最後の夏休み 사이고노 나츠야스미[*]〉
- 야쿠시마루 히로코 〈Love holic〉
- 코와〈人的心 히토테키 코코로[*]〉

## 라디오
- 우토쿠 게이코의 True Kiss (Kiss-FM, 2006년 10월 ～)
- Ocean Caledonian Blue 2007 (Kiss-FM, 2007년 10월 6일～)